# 馓子
饊子（維吾爾語：ساڭزا‎）是一种在汉族、回族、哈萨克族、维吾尔族等民族生活之地區可見的油炸面食。《本草纲目》：“寒具，即今馓子也，以糯粉和麵，少入盐，牵索纽捻成环钏之形，油煎食之。”现在的馓子形如栅状，细如面条。而江苏的淮安茶馓用麻油炸制，细如发丝。

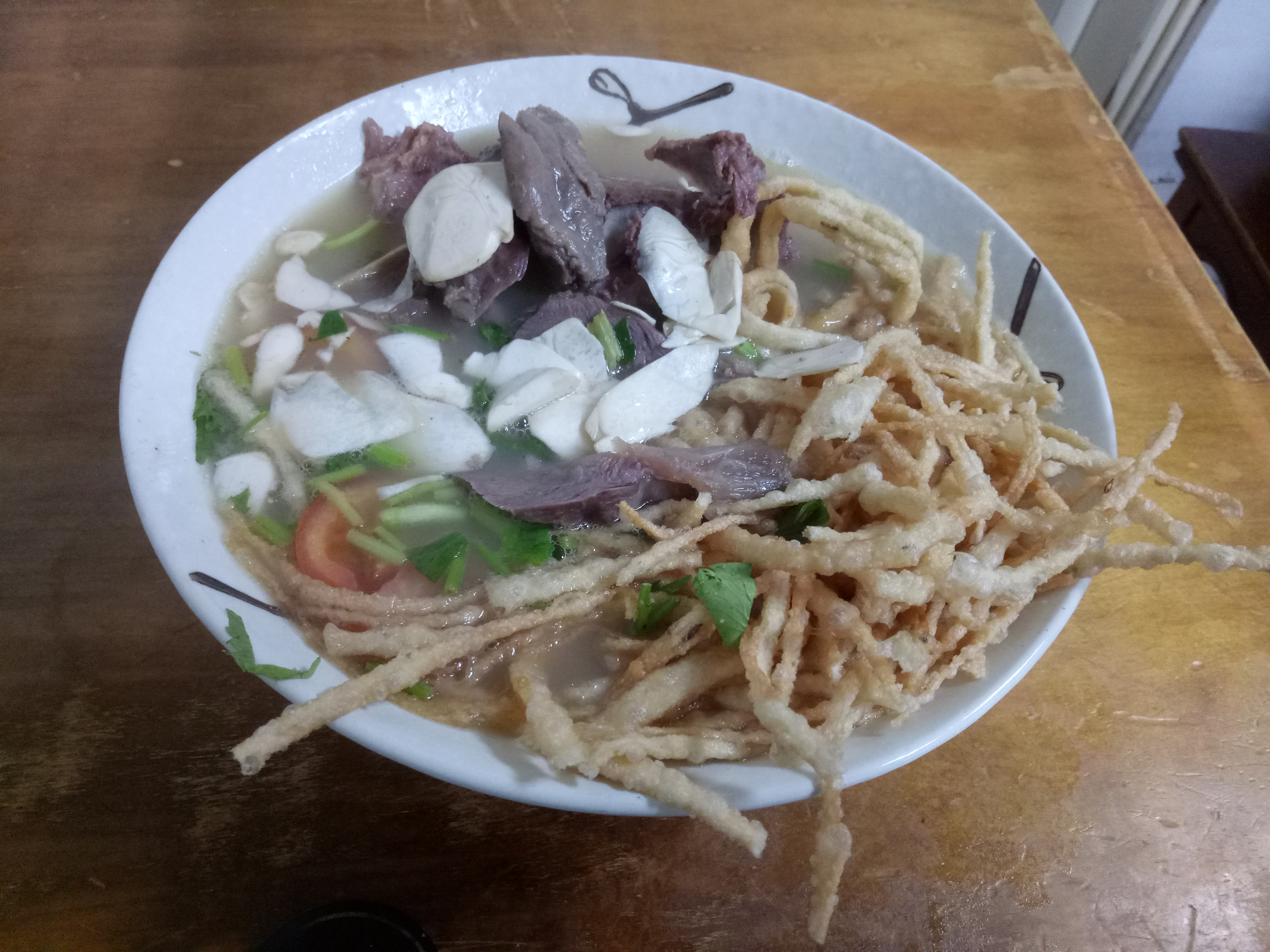
臺灣桃園市一間新疆餐館所販售的羊肉饊子

中国不少地区都有制作。例如山西洪洞、山东济南、河南西平、江苏淮安、湖南长沙、四川开江，西北地区的回族，一般过年时家家都要预备馓子，平时喝盖碗茶时，也要预备馓子作为茶点。
馓子的制作，是用和好的麵做成细条或麻花片状，下油炸熟。和江南绿茶配小甜点的精致细腻风格不同，宁夏的盖碗茶浓郁，配油大的馓子体现塞外北方豪放的风格。